# Castell de Caudiers
El Castell de Caudiers va ser una fortificació dels segles xiii al XV en el terreny del que avui en dia és la comuna de Caudiers de Conflent, a la Catalunya del Nord.
Era situat en un aflorament rocós situat al bell mig del poble, just darrere de l'actual església de Sant Martí, que fou construïda damunt d'una part de les ruïnes del castell.

## Història
Tot i que el lloc de Caudiers de Conflent és documentat des del 1130 (honor de Calders), la primera menció d'una fortificació al poble és de l'any 1217, quan hom esmenta la forcia in honore de Calders. Cinquanta anys més tard, el 1268, ja es parla de castell: castrum seu forciam de Calders. En el període comprès entre 1232-1239, el lloc hauria estat sota el poder del noble i militar càtar Chabèrt de Barbaira, que havia estat recompensat amb terres al Rosselló i la Fenolleda pel rei Jaume I de Catalunya. Al darrer quart del segle XIV era en mans de Morer de Serrat quan el 1381, l'infant Joan II d'Aragó en concedí l'alta senyoria a Berenguer d'Oms.
Les revoltes dels hugonots que sotraguejaren França al segle xvi (massacre del dia de Sant Bartomeu, 1562), van portar a la Catalunya del Nord un clima de gran inseguretat, amb partides de revoltats que assolaren el país i, de resultes, el castell i el poble foren destruïts en una data indeterminada. No fou fins al 1683 que sobre les ruïnes de la fortificació s'hi bastí la nova església de Sant Martí de Caudiers.